# Франц Бабель де Фронсберґ

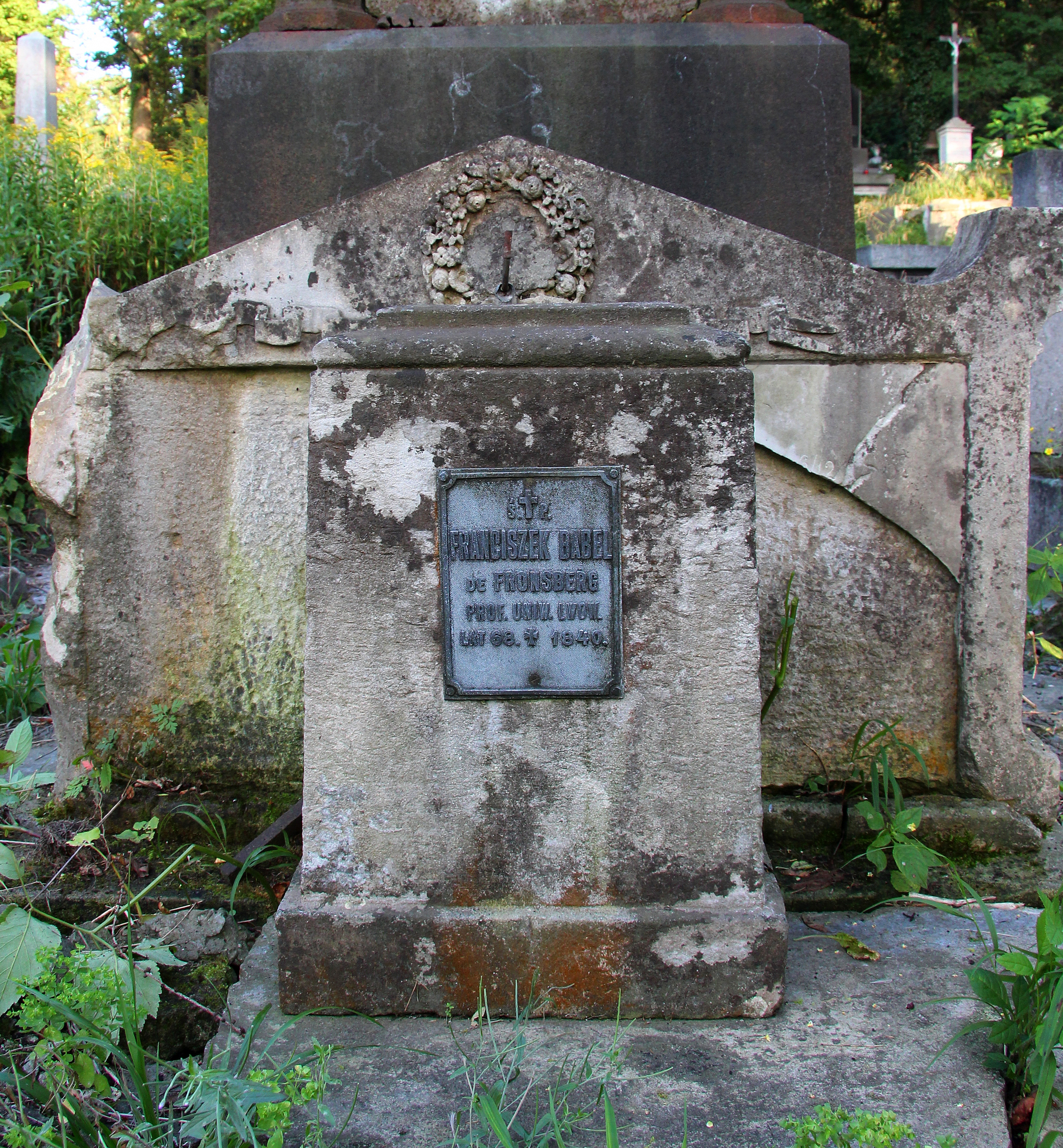

Франц Бабель де Фронсберґ (пол. Franciszek Babel de Fronsberg; 3 жовтня 1773, Яворник — 13 квітня 1841, Львів) — професор, керівник кафедри патології і терапії (1808—1841), ректор Львівського університету в 1814—1815 і 1839—1840 роках. Доктор медицини.

## Життєпис

Герб Бабель

Народився в Яворніку (Чехія). Закінчив філософський і медичний факультети Львівського університету (1795).
Працював лікарем (1795—1824), директором (1824—1834) і головним лікарем (1834—1841) Львівського загального шпиталю. Викладач (1805—1808), професор, керівник кафедри патології і терапії (1808—1841), ректор (1814—1815, 1839—1840) Львівського університету.
Засновник-організатор музею Львівського загального шпиталю. Мав широку приватну практику і славу одного з найкращих лікарів Галичини свого часу.
У Львівському університеті викладав предмети про внутрішні хвороби. Опублікував працю про туберкульоз легенів (лат. Phtisis pulmonalis).
Батькові Франтішека Бабеля де Фронсберґа, Флоріяну Бабелю фон Фронсберґу, який був суддею і скарбовим ад'юнктом за часів імператора Франца ІІ, 21 вересня 1793 року було надано шляхетський титул і герб Бабель.
Похований на полі № 8 Личаківського цвинтаря.